# USS Chesapeake (1799)
USS Chesapeake là tàu khu trục gồm 38 pháo của Hải quân Hoa Kỳ. Đây là một trong sáu tàu khu trục nhỏ ban đầu được xây dựng theo sự cho phép của Đạo luật Hải quân năm 1794. Joshua Humphreys là người đã thiết kế các tàu khu trục cho lực lượng hải quân non trẻ này. Chesapeake ban đầu được thiết kế để trở thành một tàu một tàu khu trục với 44 súng, tuy nhiên do sự chậm trễ trong xây dựng, thiếu nguyên vật liệu, và các vấn đề ngân sách đã khiến Josiah Fox thay đổi thiết kế của mình, giảm số lượng súng xuống còn 38. Hạ thủy vào ngày 2 tháng 12 năm 1799 tại Nhà máy đóng tàu Gosport ở  Newport News, Virginia, Chesapeake bắt đầu sự nghiệp trong cuộc chiến tranh Quasi với Pháp và đã phục vụ trong cuộc chiến tranh Barbary lần thứ nhất.